# Telmatoscopus fissurella
Telmatoscopus fissurella és una espècie d'insecte dípter pertanyent a la família dels psicòdids.

## Descripció
- Femella: ales pàl·lides i d'1,67 mm de longitud i 0,72 d'amplada; sutura interocular arrodonida i afeblida al centre; occipuci lleugerament dentat; palp núm. 2 una mica més llarg que el 3; front amb una àrea rectangular de pèls i amb una franja ampla que s'estén fins a la sutura interocular; antenes de 0,85 mm de llargada i amb l'escap una mica més llarg que el pedicel; fèmur més llarg que la tíbia; placa subgenital amb un sol lòbul i feblement còncava a l'àpex.
- El mascle no ha estat encara descrit.[3]

## Distribució geogràfica
Es troba a Nova Guinea.